# Mont Gauvin
Le mont Gauvin est un sommet des monts Sutton culminant à 595 m d'altitude. Il est situé au Québec, dans la région administrative de l’Estrie, plus précisément dans la municipalité de Saint-Étienne-de-Bolton. Certaines zones situées dans la partie inférieure des pentes sont localisées dans les municipalités de Bolton-Ouest et de Bolton-Est.

## Toponymie
Le mont tire son nom de familles locales. Des Gauvin étaient propriétaires de terrains dans les environs à partir de la deuxième moitié du XIXe siècle,.

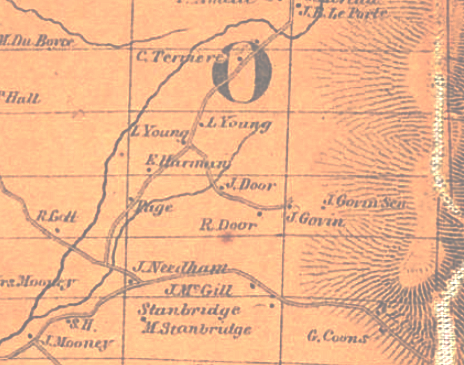
Carte de 1864 avec les noms « Govin » à l'emplacement de la colline.

La colline a été connue sous plusieurs autres noms dans son histoire. Certains l’appelaient « Blueberry Mountain », alors que de nombreux pique-niques y étaient organisés,,,. D’autres la nommaient « Baker’s Mountain », ou encore « Bolton Mountain »,,,.

## Géographie

### Situation, topographie
S'élevant entre 594 m et 595 m d'altitude, ce mont se situe juste au sud du mont Foster et au nord du mont Glen. Entre ce dernier et le mont Gauvin se trouve une vallée avec le chemin de Glen et l'étang Baker.
Une des particularités du sommet est la présence d’une tour de Bell Canada (Bell Téléphone) construite en 1962 et qui permet de reconnaître l’emplacement de la colline de très loin.

## Histoire
Un feu de grande ampleur a brûlé la forêt au sommet de la montagne avant le venu des premiers colons.
Le deltaplane y a déjà été pratiqué. En 1938, James Simpson, un membre de la McGill University Flying Club, aurait établi un record de vol en planeur à cet endroit malgré des vents violents et des courants descendants prononcés. Il serait resté en l’air plus d’une heure dans son engin sans moteur, le Fadcon 1. Il avait aussi effectué des vols un peu plus tôt dans le mois. Le deltaplane a commencé véritablement au début des années 1970 et une plateforme artisanale en bois avait même été construite sur une des falaises. En 1982, c’était l’emplacement de l’une des cinq compétitions permettant aux équipes de se qualifier pour représenter le Québec au championnat canadien en Colombie-Britannique.
L’homme d’affaires Peter White a fait l’acquisition du mont Gauvin et à la fin des années 1990, une section considérable de la « montagne » faisait partie du parc récréatif du mont Glen créé par la Fondation de la forêt habitée de Bolton. Ce parc comprenait aussi le mont Foster et la station de ski du mont Glen. La Fondation de la forêt habitée de Bolton, dont l’objectif était la mise en place d’un mode d’exploitation du potentiel de la forêt, privilégiait la foresterie et l’acériculture pour le mont Gauvin. Malgré ces visées, le sentier de randonnée préexistant, accessible aux débutants, a été maintenu,.

### Développement immobilier
En mars 2009, une compagnie enregistrée en Alberta avec comme actionnaire majoritaire des Britanniques acquiert 8 lots (200 acres) sur le mont Gauvin pour 265 000 $. En 2011, une demande de lotissement est faite à la municipalité.
La première mouture du projet qui prévoyait la construction de 70 maisons a été refusée par la municipalité de Saint-Étienne-de-Bolton, car les élus jugeaient que le plan de lotissement couvrait une trop grande superficie. Un plan d’urbanisme a été adopté pour encadrer la construction en montagne en réponse au développement sur le mont Foster et sur le mont Gauvin. En 2014, c’est finalement un projet qui regroupe 30 lots de 8 000 m2 avec une aire de conservation de 105 hertares qui a été accepté par la municipalité. Certaines tensions ont émergé avec la municipalité de Bolton-Ouest, car il fallait utiliser les infrastructures routières de cette municipalité pour avoir accès au développement.